# Cigonya de Storm
La cigonya de Storm (Ciconia stormi) és un ocell camallarg de la família dels cicònids (Ciconiidae).

## Descripció
Aquesta cigonya és de mida mitjana, fa 75–91 cm d'alçada i la major part del plomatge és negre. Les cobertes de la part inferior i la part posterior del coll són blanques amb una capell negre. Té la pell facial taronja i un anell groc que envolta l'ull, iris vermell i el bec vermell rosat. En alguns individus, però no en tots els mascles, el cúlmen del bec és lleugerament còncau amb un pom basal.
Les potes i els peus dels adults són vermells apagats, però normalment semblen més pàl·lids perquè sovint estan coberts amb l'excreta dels ocells.El bec i altres parts del cos tou s'enfosqueixen a l'època de reproducció. Els sexes són similars en aparença, però com en totes les cigonyes, el mascle sembla una mica més gros. També s'especula a partir d'observacions de camp que el capell negre del mascle, el pit i la gola són lleugerament més brillants.
El plomatge dels pollets a 1–3 dies d'edat és completament blanc, acompanyat d'una corona i bec negres amb una punta groga-taronja. Les cames, la pell facial i la bossa gular són inicialment de color groc clar; a mesura que els pollets envelleixen, les cames es tornen de color rosa, i la pell facial es torna gris fosc. L'iris és inicialment marró.
Els pollets creixen molt de pressa, duplicant la mida del nadó en poc menys d'un mes. En aquest moment, també han començat a desenvolupar plomes negres a les ales, goles i cossos. Al cap de 30 dies, les zones de plomes negres han augmentat, i les cobertes negres del pit i de l'ala estan ratllades amb verd brillant i vermell bronze. Al cap de 45 dies, els joves s'assemblen als adults, però encara són més petits amb becs més curts i amb taques fosques i coloracions de la pell més pàl·lides, i la coloració del plomatge és lleugerament més tènue. Els pollets són completament emplomallats completament després de 52–57 dies. S'ha informat que les cries salvatges abandonen el niu després d'uns 60 dies, i els individus en captivitat normalment poden volar després de 90 dies.
Els ocells adults són generalment silenciosos fora de l'estació de cria; tanmateix, durant l'estació de cria pronuncien vocalitzacions que han estat transcrites com a "Kurau". En captivitat, un individu adult va ser escoltat fent un xiulet tranquil sibilant. Els pollets han estat escoltats per fer una crida de mendicitat relativament alta com la granota quan els pares tornen al niu amb menjar.

## Distribució i hàbitat
La major part de la població mundial d'aquesta cigonya es troba a Borneo, Kalimantan (Indonèsia), Sarawak, Sabah (Malàisia) i Brunei. També es troba a tot Sumatra, tot i que el rang es considerava restringit al sud-est. Tot i estar molt estès a les dues illes, la població es troba a baixes densitats i només un o uns pocs individus han estat mai albirats junts. El nombre més gran és 12 durant una observació a Brunei. Un nombre més petit viu en algunes parts de la Malàisia peninsular, on sembla ser particularment rar. Una minoria encara més petita viu a l'extrem sud de Tailàndia, però aquesta cigonya és molt improbable en altres llocs de Tailàndia a causa de l'absència d'hàbitat adequat.
El 1986, es va descobrir el primer niu d'aquesta espècie conegut per la ciència al sud de Tailàndia. Tanmateix, la construcció de la presa Chiew Larn el mateix any va portar a la destrucció de gran part de l'hàbitat forestal de terres baixes d'aquesta cigonya a través d'extenses inundacions. Després de la inundació, es va pensar que la cigonya de Storm ja no es criaria més allà i des de llavors es va considerar extinta a Tailàndia. Tanmateix, aquesta cigonya es va tornar a veure al sud de Tailàndia el 2004 amb càmeres de fototrampeig infraroges; però continua sent excepcionalment estranya atès que normalment només s'ha vist un individu alhora malgrat l'alta intensitat de la captura de càmeres. Així i tot, la seva persistència al sud de Tailàndia suggereix l'existència d'una petita població reproductora.
L'hàbitat d'aquesta cigonya és principalment bosc de ribera dens i bosc pantanós de torba, a altituds que no superen els 240 metres sobre el nivell del mar. La densitat d'arbres grossos en aquest hàbitat que superen el metre i mig a l'altura del pit s'estima que va de 500 a 800 arbres per hectàrea, i els gèneres típics d'arbres inclouen Dipterocarpus i Ficus. El sotabosc predominantment comprèn calamus, bambús, arbustos i lianes. Com que aquests hàbitats són en gran part inaccessibles per als humans, recopilar dades sobre aquesta espècie és logísticament difícil, cosa que pot explicar en part per què es coneix poc sobre la història natural d'aquesta cigonya.
Tot i que la cigonya de Storm accepta tant boscos fluvials de terres baixes com boscos pantanosos de torba, actualment es desconeix quin d'aquests hàbitats proporcionen condicions de vida òptimes per a l'espècie. Tanmateix, el bosc pantanós de torba sembla ser un hàbitat subestimat i ecològicament important per a aquesta cigonya a gran part de la seva àrea de distribució. A causa de la contínua pèrdua antropogènica de bosc fluvial de terres baixes, el bosc pantanós de torba possiblement proporciona un refugi important per a l'espècie i una extensa àrea de bosc pantanós de torba es troba a Kalimantan Occidental. Tanmateix, aquest hàbitat forestal també està amenaçat per la conversió a plantacions d'oli de palma, tala i incendis forestals, de manera que els esforços de conservació han de dirigir-se a la protecció del bosc pantanós de torba.
S'ha demostrat que aquesta espècie és una mica tolerant amb els boscos talats; tanmateix,  és qüestiona el valor real d'aquestes àrees com a hàbitat de cria per a aquesta espècie. Danielsen i Heegaard han considerat la cigonya de Storm incapaç de criar en boscos talats malgrat l'aparent supervivència a curt termini. En qualsevol cas, els registres actuals han estat massa curts per demostrar el valor a llarg termini dels boscos talats a aquesta espècie de cigonya. L'acceptació dels boscos talats per la cigonya de Storm també pot comportar algunes advertències; per exemple, que ha d'haver-hi un accés invariablement fàcil dins del bosc talat als marges d'aigua dolça, i que s'hauria de permetre que passin almenys 20 anys de regeneració forestal abans que es restableixi el valor real de l'hàbitat. Un mosaic local de bosc primari i talat també pot explicar l'aparent persistència d'aquesta espècie en el bosc talat, perquè pot confiar com a refugi en les zones forestals no pertorbats per sostenir-se en les zones forestals talats.
Aquesta cigonya és sovint vista en gran alçades sobre rius i clarianes de bosc, i com moltes altres cigonyes utilitza corrents tèrmics per ajudar-se a enlairar-se i desplaçar-se. Aquest comportament es diu que és "contagiós" perquè quan un individu comença a enlairar-se, els coespecífics s'uneixen a ella en vol; amb estols que consisteixen en fins a sis individus. A Borneo, també ha estat vista en hàbitats d'aigua dolça oberts i praderies i arrossars. Aparentment, mai freqüenta hàbitats salins, però ocasionalment utilitza àrees interiors boscoses adjacents a masses d'aigua subjectes a moviments de marea i prop de pantans de manglars.

## Comportament i ecologia

### Reproducció

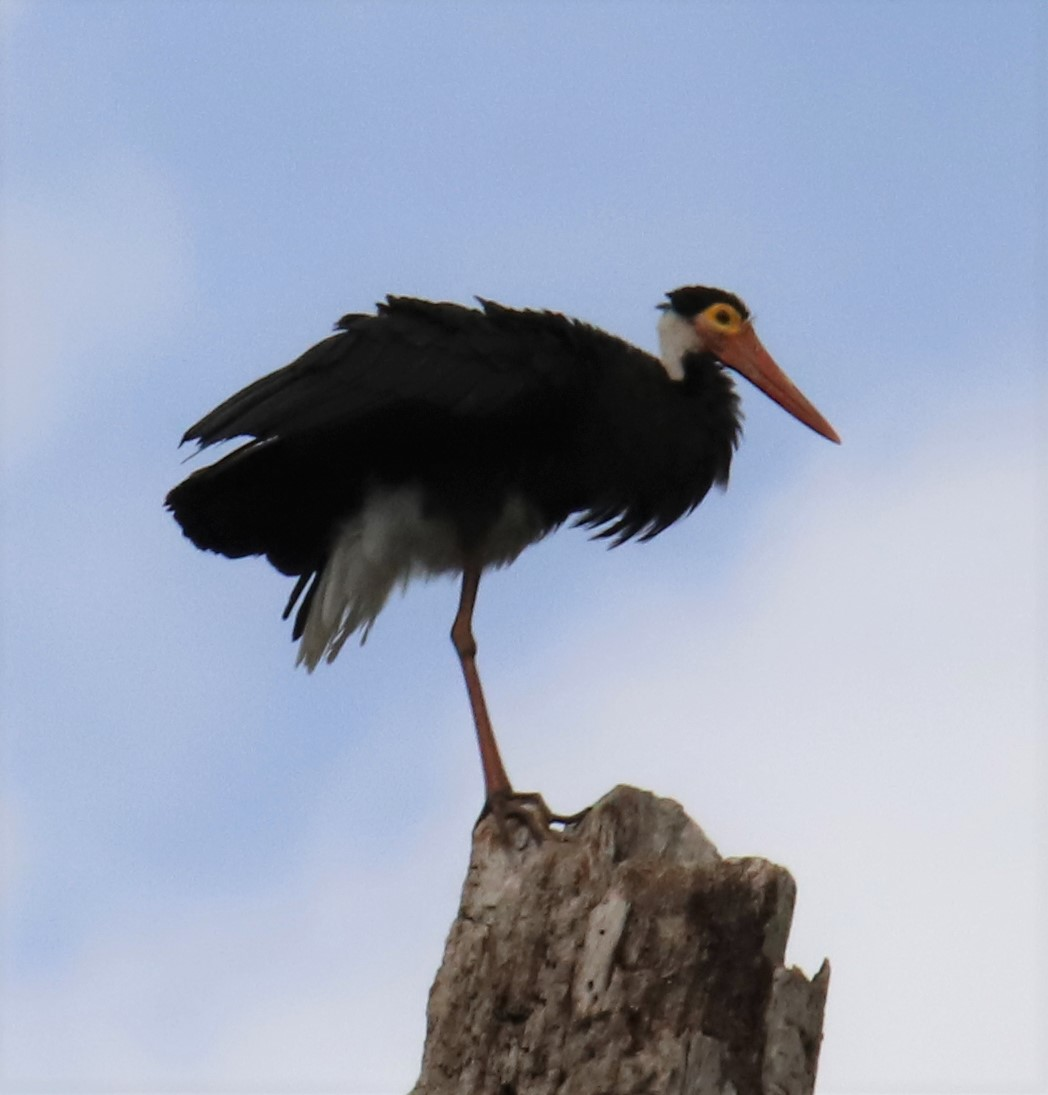
Kalimantan, provincia def Borneo.

S'han fet dos registres importants de cria d'aquesta espècie, un al sud de Tailàndia el 1986 i l'altre en boscos pantanosos al sud de Sumatra el 1989. No obstant això, els polls en el registre de cria de Tailàndia es van observar per primera vegada a l'octubre i els de Sumatra es van observar per primera vegada a principis de juny. Els diferents temps registrats de posta d'ous en aquesta espècie, per tant, no suggereix una estació de cria estricta. Els registres de cria col·lectiva d'aquesta espècie són actualment escassos, possiblement perquè els nius són difícils de localitzar amb precisió en l'hàbitat boscós dens.
El niu es troba normalment entre 19 i 30 metres sobre el sòl sobre les ribes dels rius, sovint a les forquilles d'arbres de les espècies de Dipterocarpus. Al sud de Sumatra, es va estudiar un niu de cigonya de Storm que es trobava a 8,3 metres sobre el sòl en un arbre de l'espècie Rhizosphora mucronata de 18 metres d'alçada. El niu tenia un diàmetre exterior d'entre 30 i 50 cm; amb una profunditat d'entre 10 i 15 cm, i estava compost típicament de branquetes i pals pertanyents principalment a espècies d'arbres del gènere Rhizosphora, però també d'espècies de les famílies Loranthaceae, Dipterocarpaceae i Rubinaceae. Les branques mesuraven entre 15– 60 cm de longitud i 0,5–1.5 cm de diàmetre. L'interior del niu estava folrat amb material tou com l'herba. També es van identificat com a material de niu els folíols de 2-4 cm de llarg de les espècies de Xylocarpus, i aquestes plantes creixen a l'àrea que envoltava el niu. Durant anys consecutius, el mateix niu és sovint utilitzat per una parella; per la qual cosa tots dos companys afegeixen més material al niu cada any.
Les parelles mascle-femella d'aquesta espècie són típicament monògames. Ambdós tenen cura dels joves al niu, però només hi ha un progenitor alhora; tanmateix es creu que la femella passa tres vegades més temps al niu que el mascle. En les primeres etapes de la vida dels pollets, durant la nit s'ha observat tots dos pares dormint a prop del niu; però en el termini d'un mes només la femella continua posada en o prop del niu. Contràriament a les afirmacions anteriors, aquesta espècie sembla criar-se individualment i no fa niu en colònies. Tanmateix, de vegades es troben posades comunament, i s'han observat diversos individus posats en les capçades d'arbres pantanosos alts a pocs quilòmetres dels nius.
Normalment, ponen dos ous a l'any, i el període d'incubació s'ha estimat en 29 dies, amb els dos pares incubant els ous de manera alternativa. En captivitat, la niada pot oscil·lar entre dos i quatre. Els joves són volanders 90 dies després de l'eclosió. L'únic ou d'aquesta espècie que s'ha mesurat és un d'infèrtil extret d'un niu que contenia dos polls desclosos al sud de Sumatra el 1989. Aquest ou mesura 60,1 mm de longitud i 41,9 mm d'amplitud, i completament blanc després de la neteja. Aquest ou es conserva al Museu Zoològic de Bogor, Indonèsia, i actualment és l'únic espècimen d'ou disponible d'aquesta espècie.
Les parelles d'aquesta espècie de cigonya realitzen impressionants exhibicions de festeig aeri en les quals els dos fan girs en vol, posant-se cap per avall i presentant els peus a la part superior. Ambdós ocells també planen ocasionalment a altes altituds amb ales anivellades i potes penjants. Al niu, realitzen activitats de revestiment de bec que són típiques de moltes espècies dels Ciconiidae.
En captivitat, s'ha observat una altra mostra de festeig en la qual les dues parelles s'enfronten a terra o al niu, estenen les ales enfora del cos, i s'inclinen repetidament. Aquesta mostra continua fins que el mascle s'acosta a la femella i intenta copular amb ella, tot i que la majoria de vegades la copulació no es realitza. Aquesta exhibició també continua de vegades quan s'acaba la cria i els pollets són al niu. No obstant això, es desconeix la importància d'aquesta exhibició en poblacions salvatges, ja que tots dos pares han estat albirats junts al niu durant només el 2% del temps d'observació.

### Alimentació
La cigonya de Storm s'alimenta principalment de peixos petits, granotes, larves d'insectes aquàtics i, de vegades, cucs de terra. Aquests són també els aliments portats pels progenitors per a les cries al niu; amb el peix de 5-7 cm de llarg i de 10-30g de pes, i els cucs de 10-15 cm de llarg. Durant una sèrie d'observacions de niu al sud de Sumatra el 1989, es va trobar que al juny els adults tornaven al niu amb menjar per als pollets cada 2-4 hores, però al juliol, sembla que els portaven menjar menys sovint però més seguit a les tardes. A Saba es va reportar que també duien llagostes i possiblement crancs com aliment però calen més dades per confirmar-ho completament.
Aquesta cigonya normalment es mou sigil·losament amb moviments lents i deliberats i amb el coll retret al llarg de marges fangosos de rius i rierols dins dens bosc primari; mantenint-se principalment a les zones ombrejades. Els individus amb cries normalment busquen menjar a 2–3 km del niu. També cerca aliment en petites bases d'aigua dolça, bassals en pistes, pantans i llacs anomenats braç mort amb altes densitats de peixos i invertebrats d'aigua dolça. En canvi, aquesta espècie evita rius i vies d'aigua profundes i de flux ràpid a causa de la poca disponibilitat de preses i la incapacitat per mantenir-se en aquestes aigües.
A Sabah, se'ls ha trobat alimentant-se en terreny obert que ha estat cremat recentment. Probablement atrapen invertebrats que han estat pertorbats o assassinats pel foc.

### Amenaces i supervivència

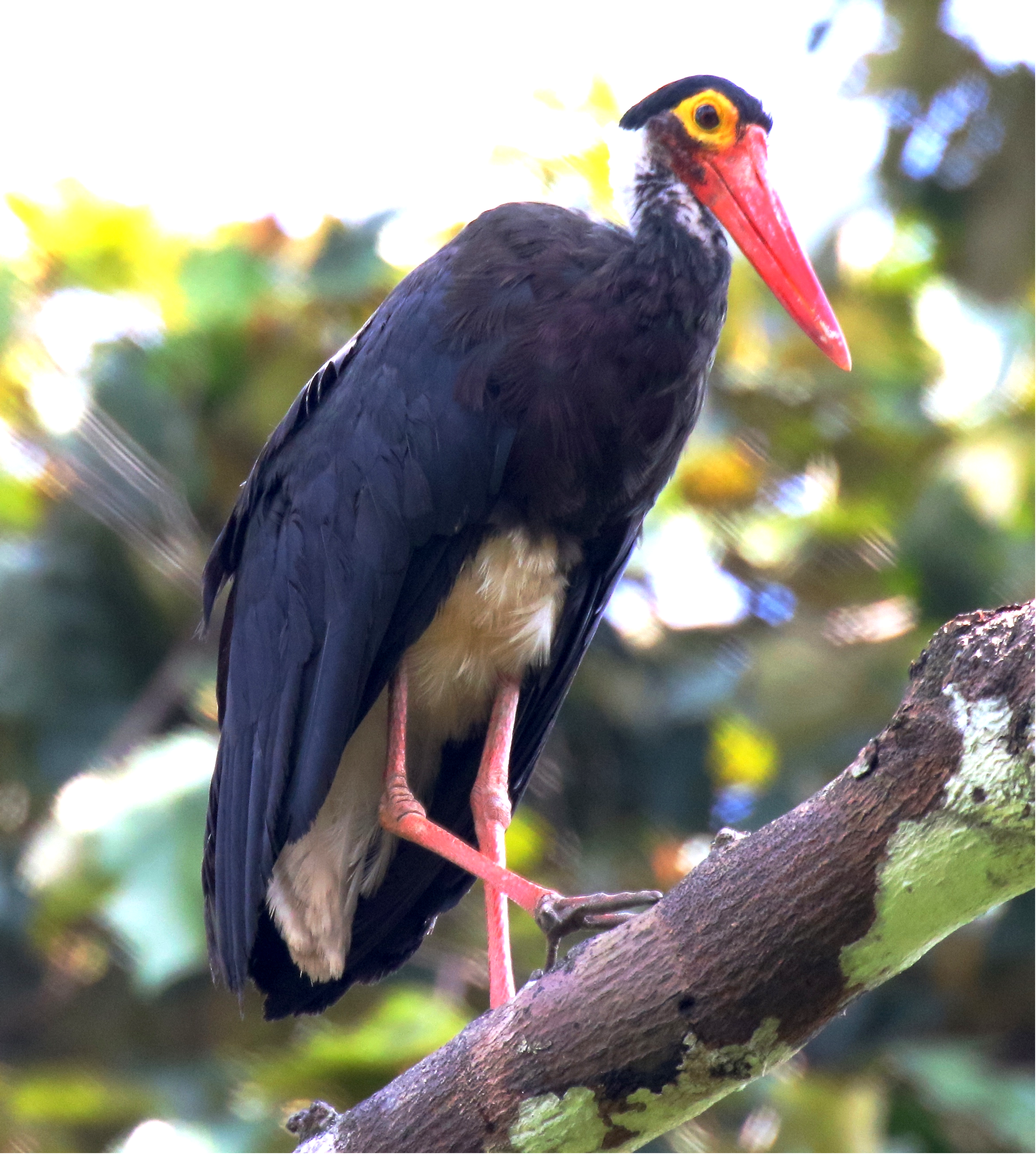
Riu Kinabatangen - Sabah, Borneo - Malàisia

L'amenaça principal per a aquesta espècie és la degradació de l'hàbitat forestal de terres baixes a través de la desforestació per tal de talar i convertir-lo en plantacions de palmeres d'oli. Per exemple, entre 1982 i 1997 aproximadament van ser talats dos terços dels boscos pantanosos de Sumatra del sud. Kalimantan va perdre gairebé el 25% del bosc perennifoli durant 1985-1997 i tot Sumatra gairebé el 30% de la coberta de 1985. L'extensió relativa de la destrucció de l'hàbitat d'aquesta espècie pot ser particularment alta perquè l'eliminació dels boscos de terres baixes normalment es produeix primer en els esquemes de desforestació a causa de la relativa facilitat d'aproximació i la presència de fusta d'alta qualitat. La destrucció extensiva de l'hàbitat també s'ha produït a través d'inundacions de boscos de terres baixes després de la construcció d'embassaments, com el projecte de la presa Chiew Larn al sud de Tailàndia. Com que aquesta cigonya és habitual en el bosc de terres baixes, el bosc d'alta altitud que roman intacte després de la destrucció i fragmentació de l'hàbitat de terres baixes no li és adequat, de manera que és poc probable que la transmigració a boscos d'altitud més alta sigui una solució viable d'escapament.
Possiblement, la cigonya de Storm no es veu fortament afectada directament per la fragmentació de l'hàbitat a través de la desforestació. Pot ser en realitat una mica tolerant a la fragmentació perquè podria volar grans distàncies a la recerca de nou hàbitat i ser relativament poc afectada per la matriu de terra oberta que sobrevola. Tanmateix, probablement no sigui una situació favorable per a l'espècie, i les distàncies màximes exactes que viatjarà per arribar a un nou hàbitat actualment són desconegudes. L'impacte més gran per la desforestació és més probable que sigui per la disminució de l'abundància de preses d'aigua dolça i la diversitat resultant de l'augment de la sedimentació, les càrregues de nutrients i les temperatures de l'aigua després de la tala. La construcció de carreteres a través dels boscos per accedir a les zones de tala crea problemes similars contribuint a l'erosió del sòl, per tant, també disminueix la diversitat de preses d'aigua dolça. Els grans espais buits creats a través de la tala també condueixen a condicions abiòtiques més seques a les zones aclarides que sota el dens fullatge, la qual cosa faria que aquestes àrees no fossin adequades per als tàxons d'aliments de la cigonya de Storm, com els amfibis i els invertebrats que requereixen substrats humits per viure. Això és un altre probable que contribueixi a la disminució de l'abundància de tàxons d'aliments després de la tala forestal.
Una amenaça secundària per a aquesta espècie és la caça per part dels humans. La caça d'aquesta espècie per part de la gent local per menjar pot haver estat abans que la invasió humana a gran escala al seu hàbitat per explotar la terra. Tot i això, l'explotació extensiva de la terra augmenta les activitats humanes que atrauen caçadors no nadius a aquestes zones, de manera que la caça d'aquesta espècie a través de la persecució directa també sembla que ha augmentat com un efecte secundari dels impactes directes de la destrucció de l'hàbitat. Aquest va ser probablement el cas durant la inundació extensiva de bosc de terres baixes al sud de Tailàndia durant el projecte de la presa de Chiew Larn. Aquesta espècie és extremadament sensible a les intrusions humanes. Si detecta la presència de gent prop del niu, abandona aquest i no torna fins a 2 o 3 hores després que l'intrús hagi marxat. Les fonts de soroll antropogèniques com les llanxes motores i les motoserres també poden afectar aquesta cigonya; en resposta a aquests sorolls que penetren al cor del bosc, s'ha observat que els exemplars adults pressionen el cap i el cos contra el niu i només treuen els ulls.
Es creu que els enemics naturals dels pollets i els adults nidificants inclouen rapinyaires com l'àguila serpentari comú (Spilornis cheela), els micos i els còrvids. Si aquests organismes s'acosten al niu, el pare obre les ales sobre el niu per protegir-lo. Aquesta pantalla de cobertura del niu és similar a l'observada a la cigonya maguari.
Una altra amenaça menor és la captura d'individus per al comerç zoològic internacional, que va augmentar notablement a finals dels anys vuitanta. Tot i que la captivitat de les cigonyes de Storm pot ser una solució per donar suport a la població global, aquests ocells poden ser inadequats per reintroduir-los de nou en el seu hàbitat natural perquè s'han tornat massa domèstics. A Singapur, a principis dels anys noranta el preu d'aquesta espècie en els mercats d'ocells es va duplicar (de 300 a 600 dòlars). Tanmateix, no hi ha proves que tinguin valor comercial internacional.

## Relació amb els humans

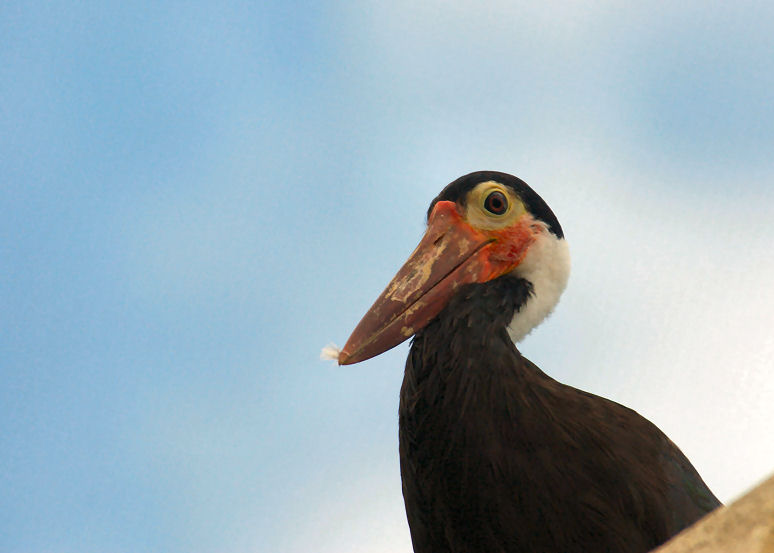
Imatge presa al zoo de Miami.

De vegades aquesta cigonya és caçada per menjar, per habitants nadius de bosc o no nadius que han estat atrets a la zona per projectes d'explotació de terra a gran escala. Tot i que hi ha una densitat de població humana relativament baixa en les àrees forestals no pertorbades d'aquesta espècie, aquestes persones es concentren en llocs d'extracció de productes forestals i caça furtiva. Durant aquestes activitats, les cigonyes de Storm són ocasionalment capturades per menjar directament per persones que extrauen làtex de l'arbre jelutong, o en trampes amb esquer pel llangardaix Varanus serator.
Els individus d'aquesta espècie han aparegut en moltes institucions zoològiques com a Kuala Lumpur a Malàisia i Walsrode a Alemanya. Tanmateix, els dos únics zoològics on aquesta espècie ha criat amb èxit són el Zoo Negara, Malàisia; i San Diego Wild Animal Park, Califòrnia.

## Estat
Es creu que la població d'aquesta espècie notablement rara està en un ràpid i recent declivi, principalment a causa de l'eliminació de l'hàbitat natural que li és propi per donar pas a plantacions de palmeres d'oli i activitats de tala. Probablement, mai ha estat comú, fins i tot abans de la destrucció extensiva de l'hàbitat per l'augment de l'explotació antropogènica de terres.
Ha estat classificada com a amenaçada a la Llista Vermella de la UICN des de 1994. La població total s'ha estimat en 400-500 individus salvatges. D'aquests individus, 150 es creu que viuen a Malàisia; i uns 250 a Indonèsia. Aquesta espècie està legalment protegida a Indonèsia, Sarawak i Tailàndia. Tot i que aquesta protecció no s'ha aplicat anteriorment amb rigor, aquesta cigonya ha estat observada en nombroses àrees protegides al llarg de la seva àrea de distribució, especialment a Kalimantan, a Sumatra i a Malàisia.
Aquesta espècie requereix extenses àrees de bosc de terres baixes denses sobre les quals alimentar-se, de manera que la millor solució per protegir-la de l'extinció seria l'establiment a gran escala d'àrees protegides de boscos de terres baixes sense pertorbacions i amb característiques de ribera. Tanmateix, com que aquesta cigonya és molt discreta, resulta difícil investigar la seva biologia i ecologia. Tot i que és gairebé segur que es veu afectada negativament per la desforestació, poc se sap sobre l'abast exacte de les respostes als canvis antropogènics en l'hàbitat natiu.